# Chorthippus ingenitzkyi
Chorthippus ingenitzkyi is een rechtvleugelig insect uit de familie veldsprinkhanen (Acrididae). De wetenschappelijke naam van deze soort is voor het eerst geldig gepubliceerd in 1898 door Zubovski.